# Hofkirche (Innsbruck)
La Hofkirche (Chiesa di Corte) di Innsbruck è una chiesa gotica costruita dal 1553 al 1563 da Andrea Crivelli per volere dell'imperatore Ferdinando I in memoria di suo nonno Massimiliano I d’Asburgo. La chiesa ospita il monumento funebre dell'imperatore Massimiliano nella navata centrale e la tomba di Andreas Hofer, patriota tirolese. Col Ferdinandeum ed altri edifici storici di Innsbruck fa parte del Tiroler Landesmuseen.

## Storia e descrizione del monumento Massimiliano I

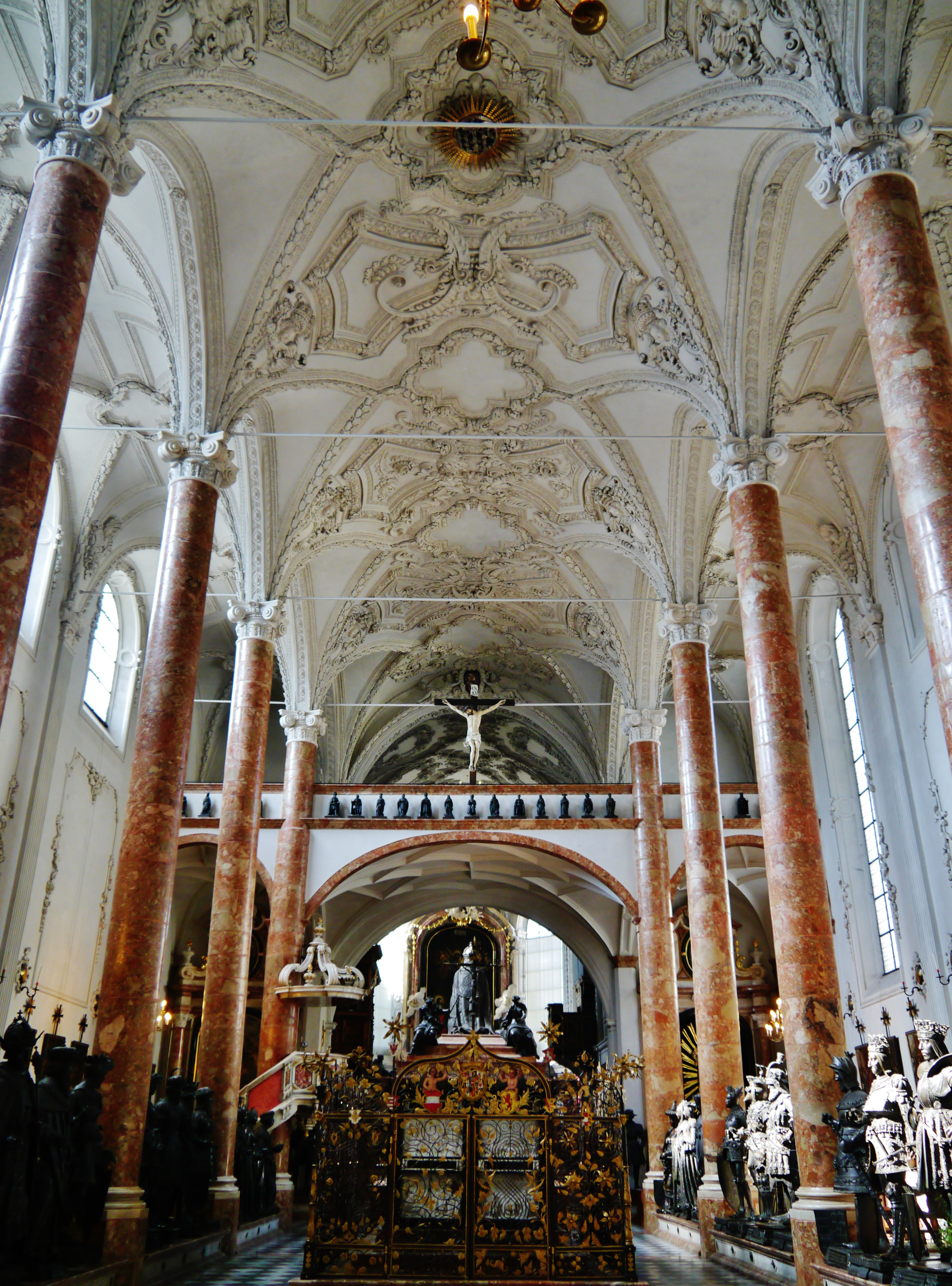
L'interno della Hofkirche

Durante la sua vita Massimiliano I si fece erigere numerosi monumenti. In particolare lo impegnava l'idea del suo monumento funebre. Lui non ebbe una sede stabile di governo ma viaggiava nei luoghi dove era necessaria la sua presenza. Innsbruck era uno dei suoi luoghi preferiti.
Solamente sul letto di morte nel 1519 nella città di Wels Massimiliano decise dove doveva essere eretto il suo sepolcro: nella cappella di San Giorgio nel Castello di Wiener Neustadt. Il suo desiderio venne accolto, però le statue bronzee erano troppo pesanti per la cappella. Suo nipote Ferdinando I fece costruire a Innsbruck una chiesa in suo onore con un cenotafio e con le statue bronzee che lo circondano. Il sarcofago di Massimiliano è decorato da 24 rilievi in marmo che illustrano scene della vita dell'imperatore. Ai lati del cenotafio sono allineate 28 statue in bronzo di grandezza superiore al naturale, rappresentanti parenti e antenati, reali o mitici, dell'imperatore.
La chiesa, inoltre, custodisce un pregevole organo monumentale.

### Lista delle statue bronzee
- Giovanna di Aragona e Castiglia (1479 - 1555), nuora di Massimiliano
- Ferdinando II di Aragona (1452 - 1516), re d'Aragona, Castiglia e Leon
- Filippo III di Borgogna (1396 - 1467), duca di Borgogna, padre di Carlo il Temerario
- Carlo I il Temerario (1433 - 1477), duca di Borgogna e suocero di Massimiliano
- Cimburga di Masovia (1397c. - 1429), nonna paterna di Massimiliano
- Margherita d'Asburgo (1480 - 1530), figlia di Massimiliano
- Bianca Maria Sforza (1472 - 1510), seconda moglie di Massimiliano
- Sigismondo il Danaroso (1427 - 1496), duca d'Austria
- Re Artù (opera Peter Vischer il Vecchio)
- Ferdinando del Portogallo (1345 - 1383), re di Portogallo
- Ernesto I d'Asburgo detto il Ferreo (1377 - 1424), Duca di Stiria e Carinzia, nonno paterno di Massimiliano
- Teodorico il Grande, re degli ostrogoti (opera di Peter Vischer)
- Alberto II lo Sciancato (1298 - 1358), duca d'Austria e di Carinzia, trisnonno paterno di Massimiliano
- Rodolfo I d'Asburgo (1218 - 1291), Rex Romanorum
- Filippo I di Castiglia (1478 - 1506), figlio di Massimiliano
- Clodoveo I, re dei Franchi
- Alberto II d'Asburgo (1397 - 1439), imperatore
- Federico III d'Asburgo (1415 - 1493), imperatore, padre di Massimiliano
- Leopoldo III di Babenberg (1073 - 1136), margravio d'Austria
- Alberto IV il Saggio (1188 - 1239), conte di Asburgo, mangravio dell'Alta Alsazia, di Burgau e dell'Argovia
- Leopoldo III d'Asburgo (1351 - 1386), duca d'Austria e bisnonno paterno di Massimiliano
- Federico IV d'Asburgo (1382 - 1439), prozio di Massimiliano, capostipite della linea tirolese degli Asburgo
- Alberto I d'Asburgo, (1255 - 1308) re di Germania e imperatore
- Goffredo di Buglione, Advocatus Sancti Sepulchri
- Elisabetta di Lussemburgo (1409 - 1442), figlia dell'imperatore Sigismondo I
- Maria di Borgogna (1457 - 1482), prima moglie di Massimiliano
- Elisabetta di Tirolo-Gorizia (1262c. – 1313), moglie di Alberto I d'Asburgo
- Cunegonda d'Austria (1465 - 1520), sorella di Massimiliano

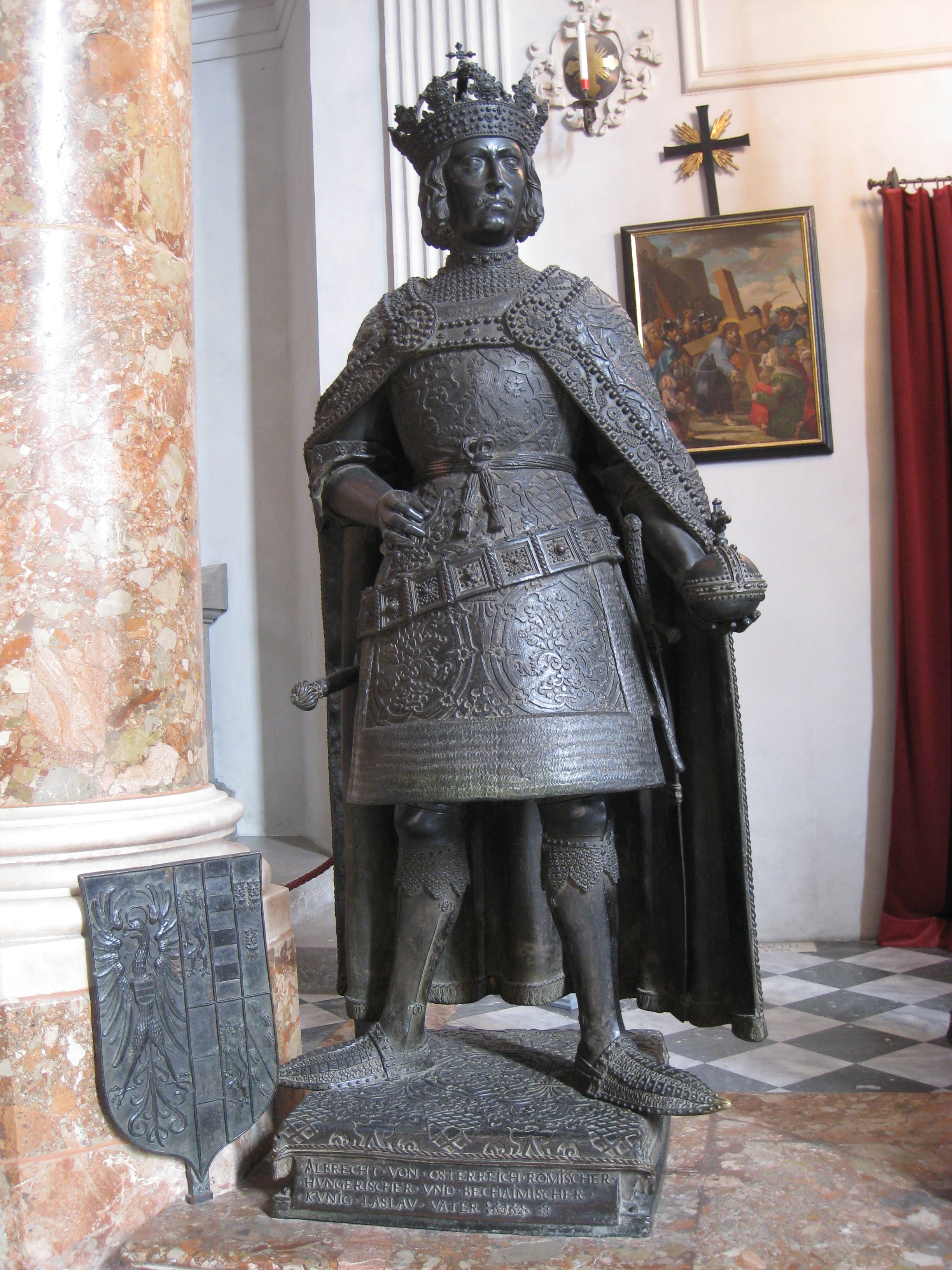
Alberto II d'Asburgo
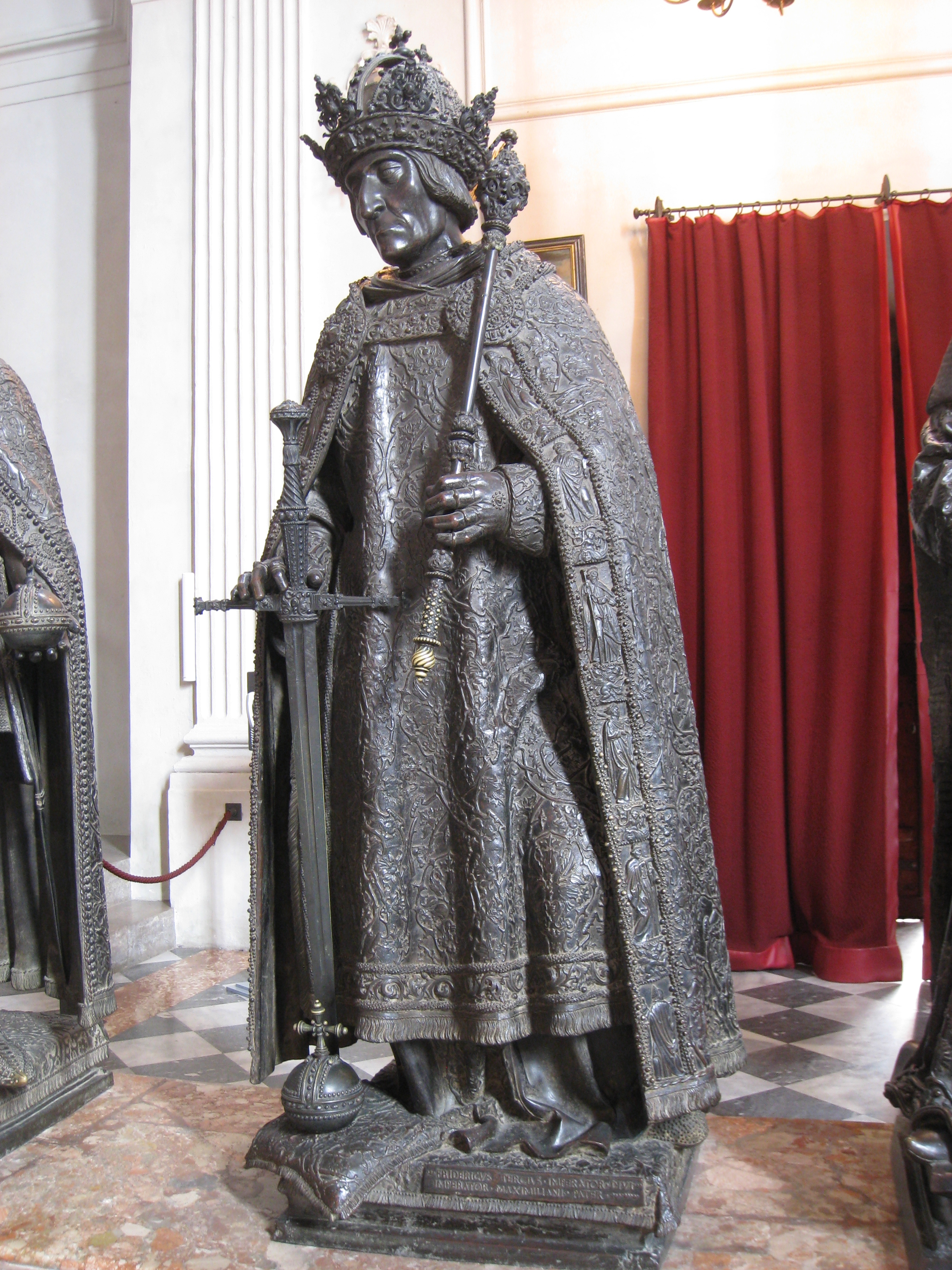
Federico III
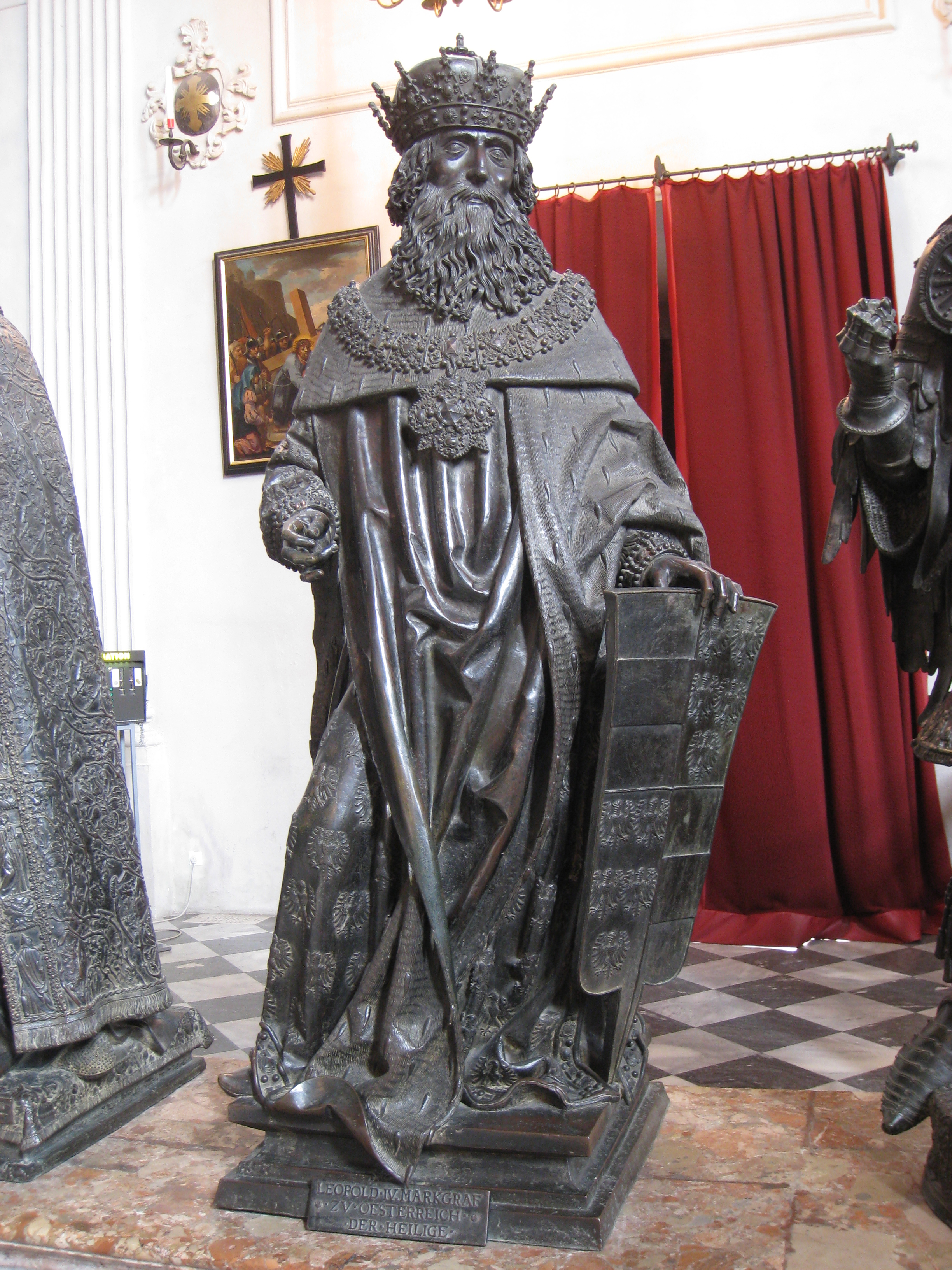
Leopoldo IV
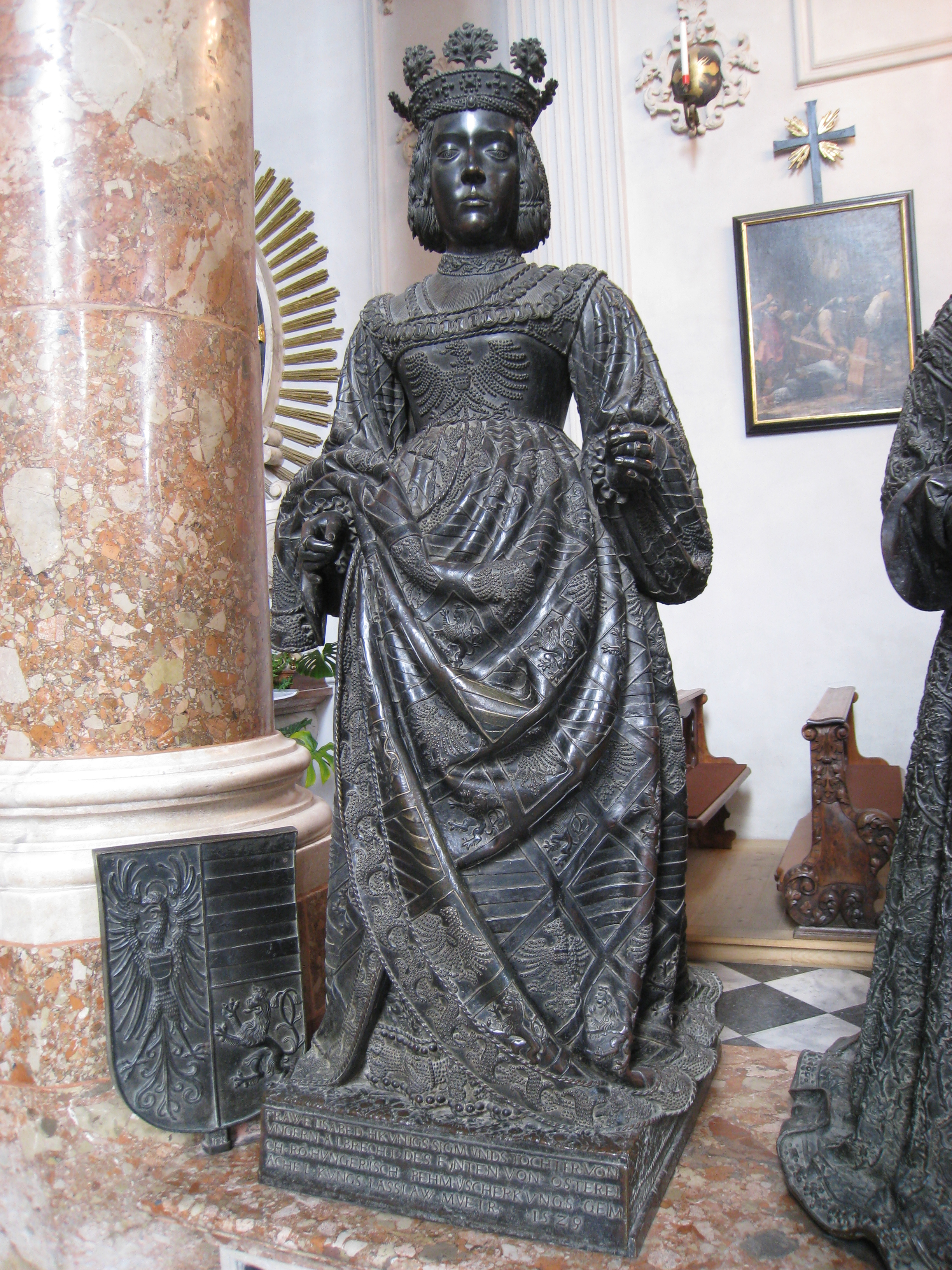
Elisabetta di Lussemburgo
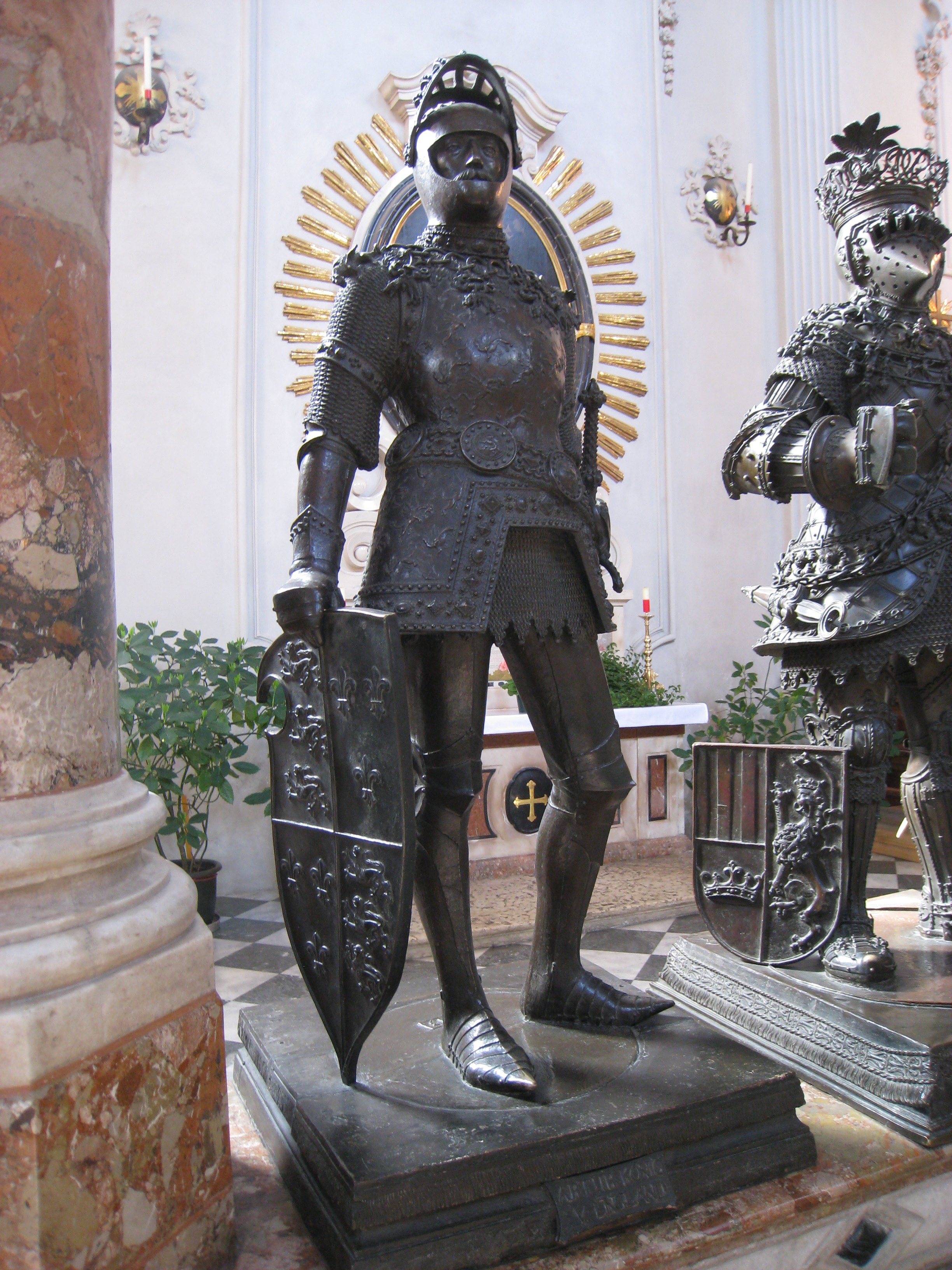
Re Artù
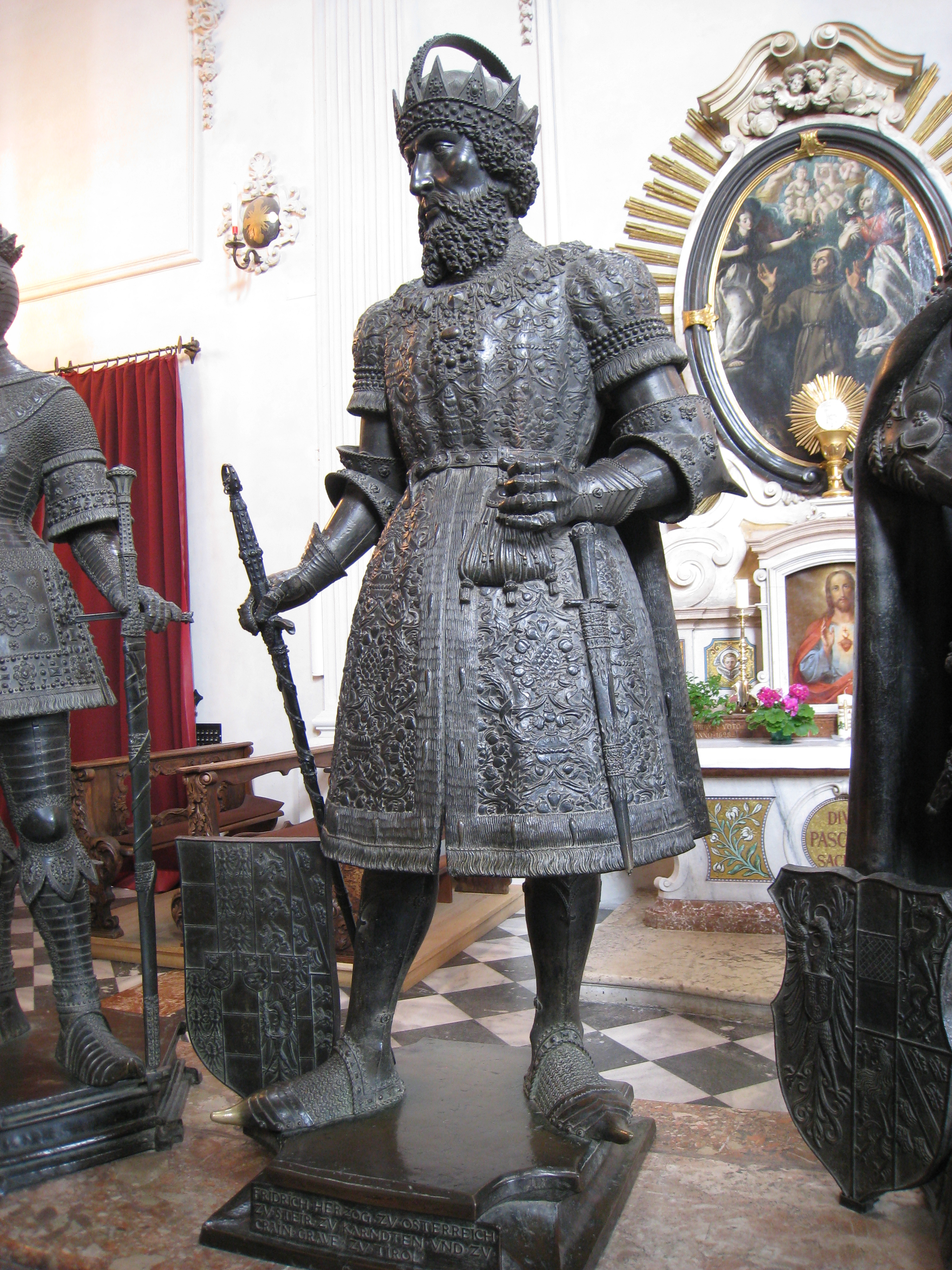
Federico II d'Austria
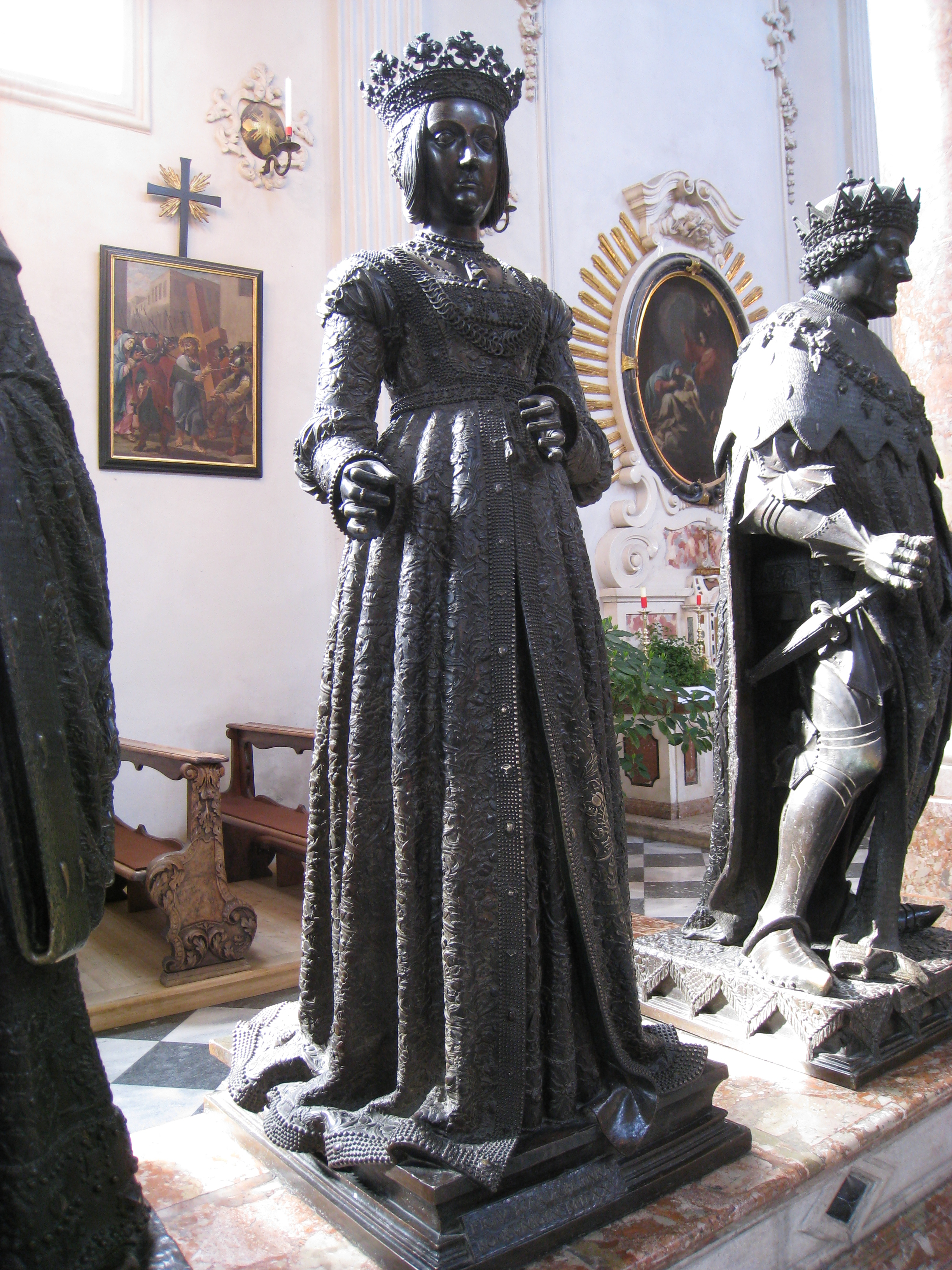
Bianca Maria Sforza
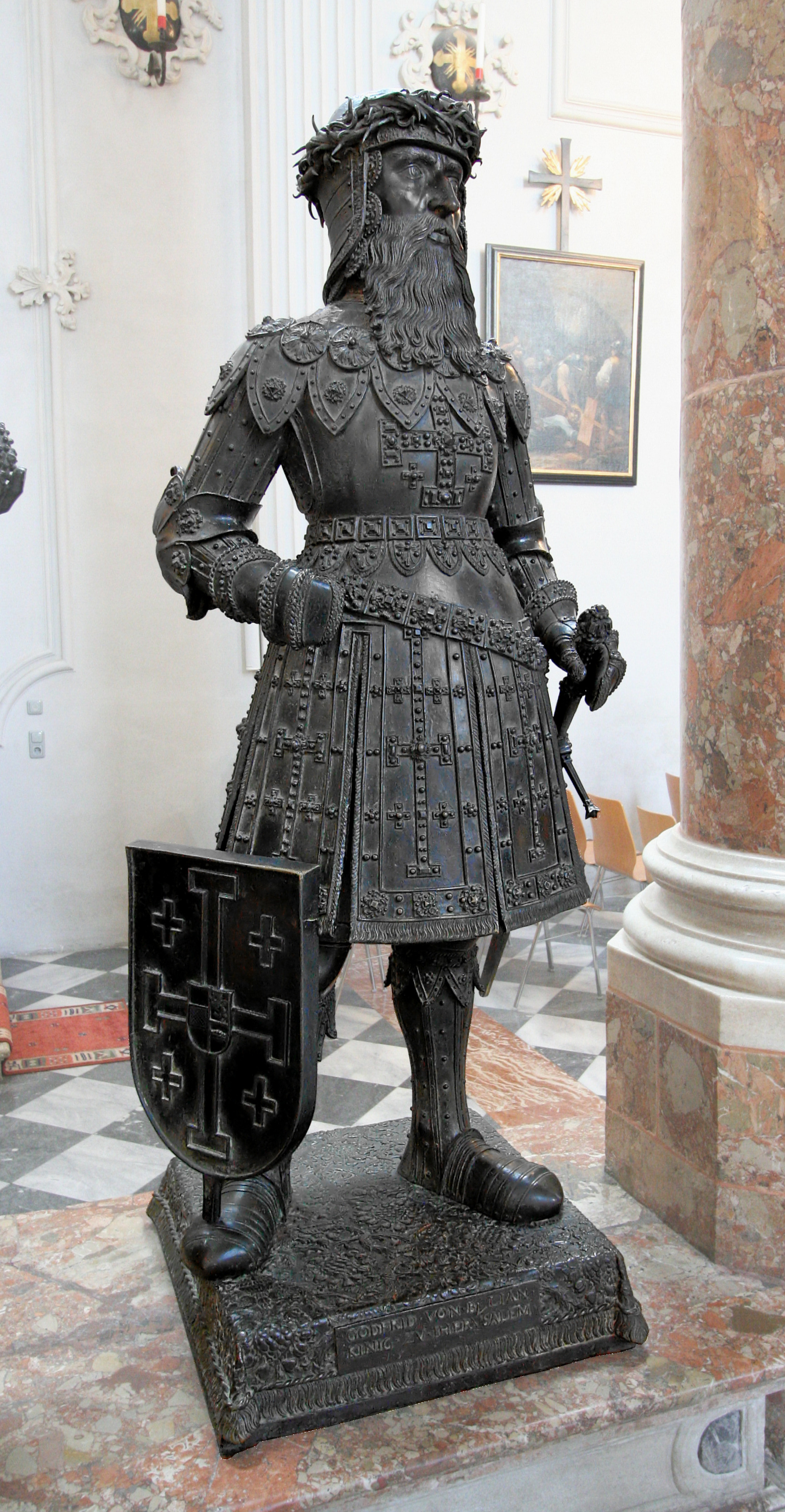
Goffredo di Buglione
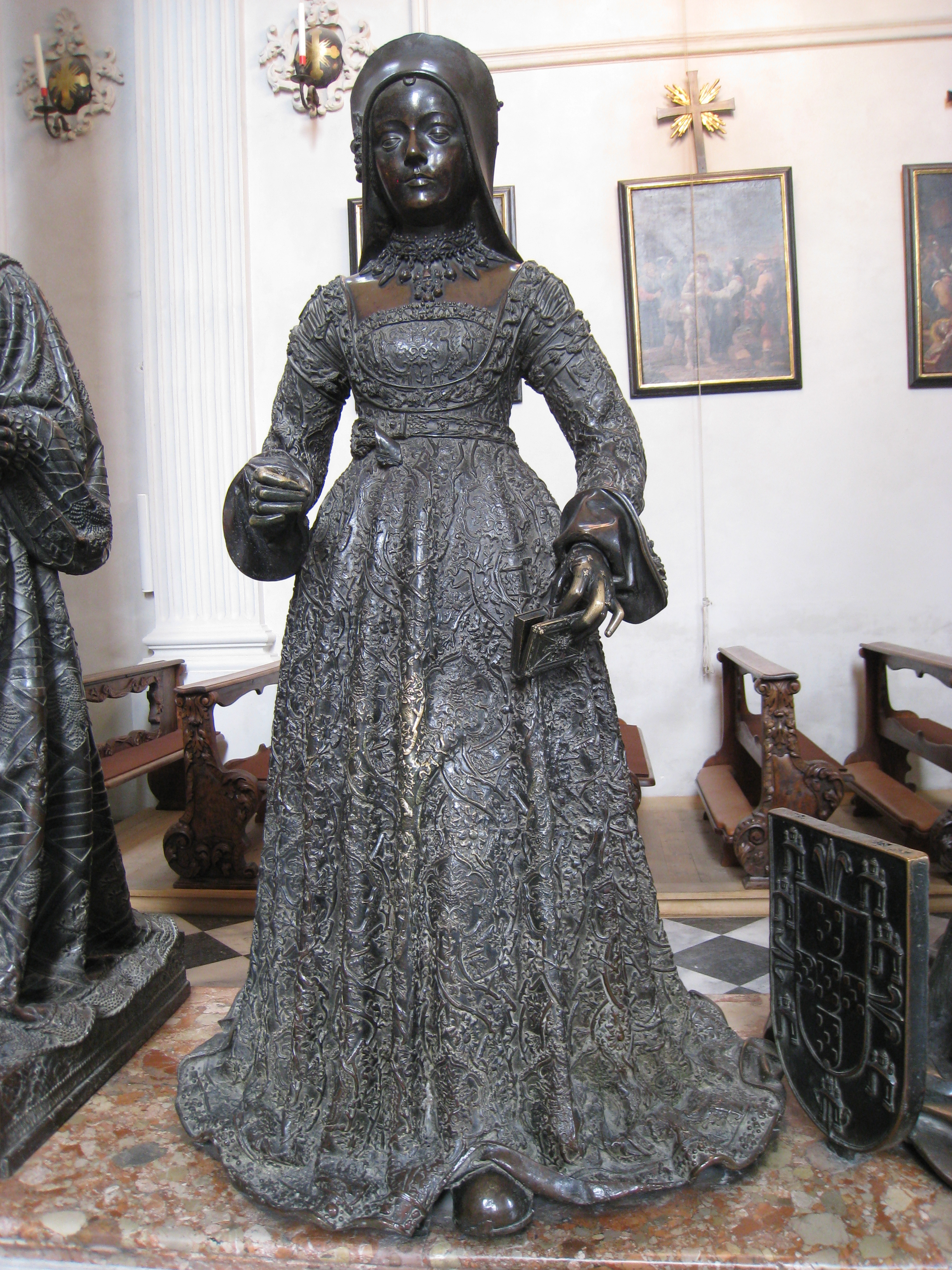
Maria di Borgogna
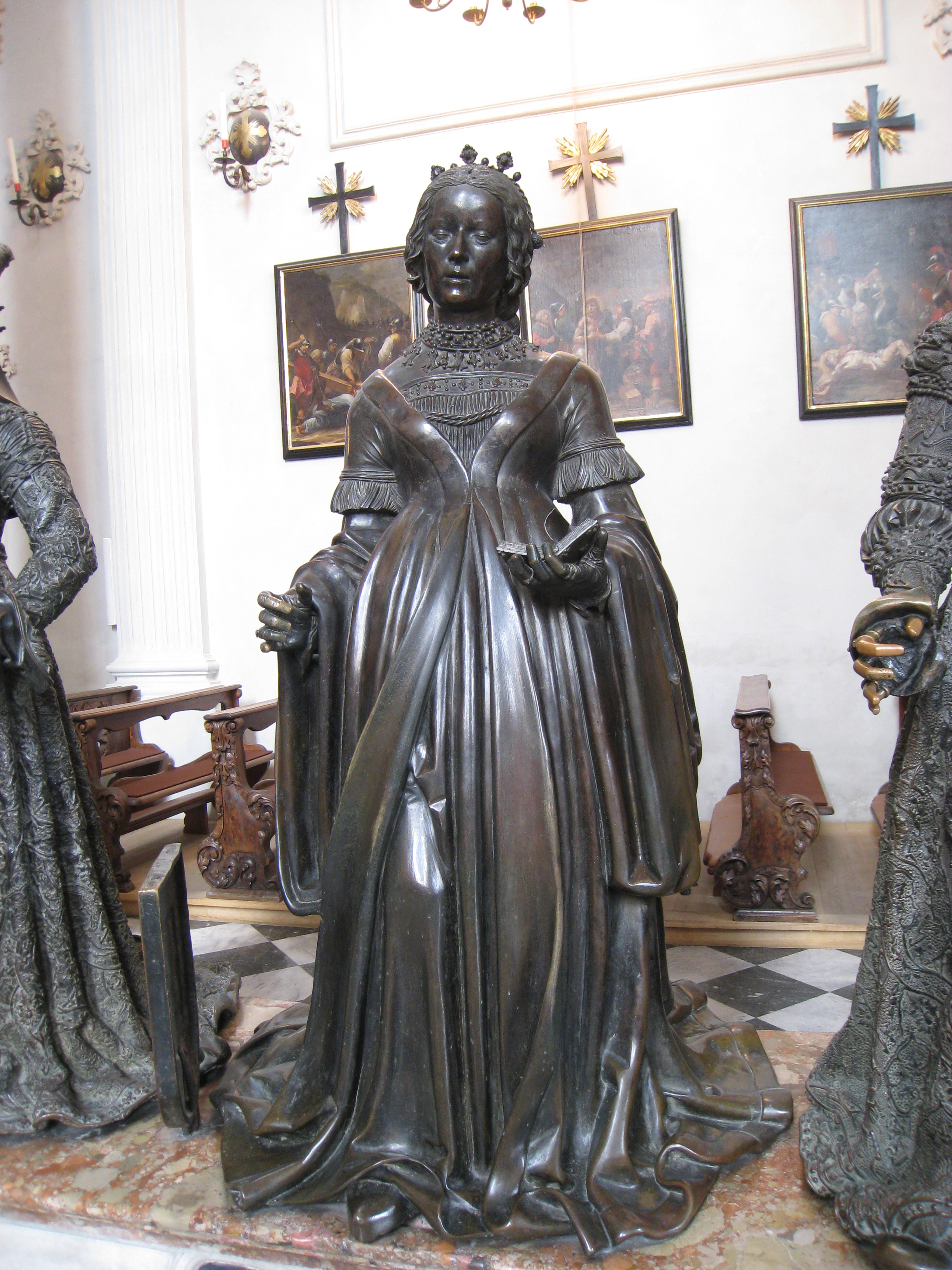
Elisabetta di Tirolo-Gorizia
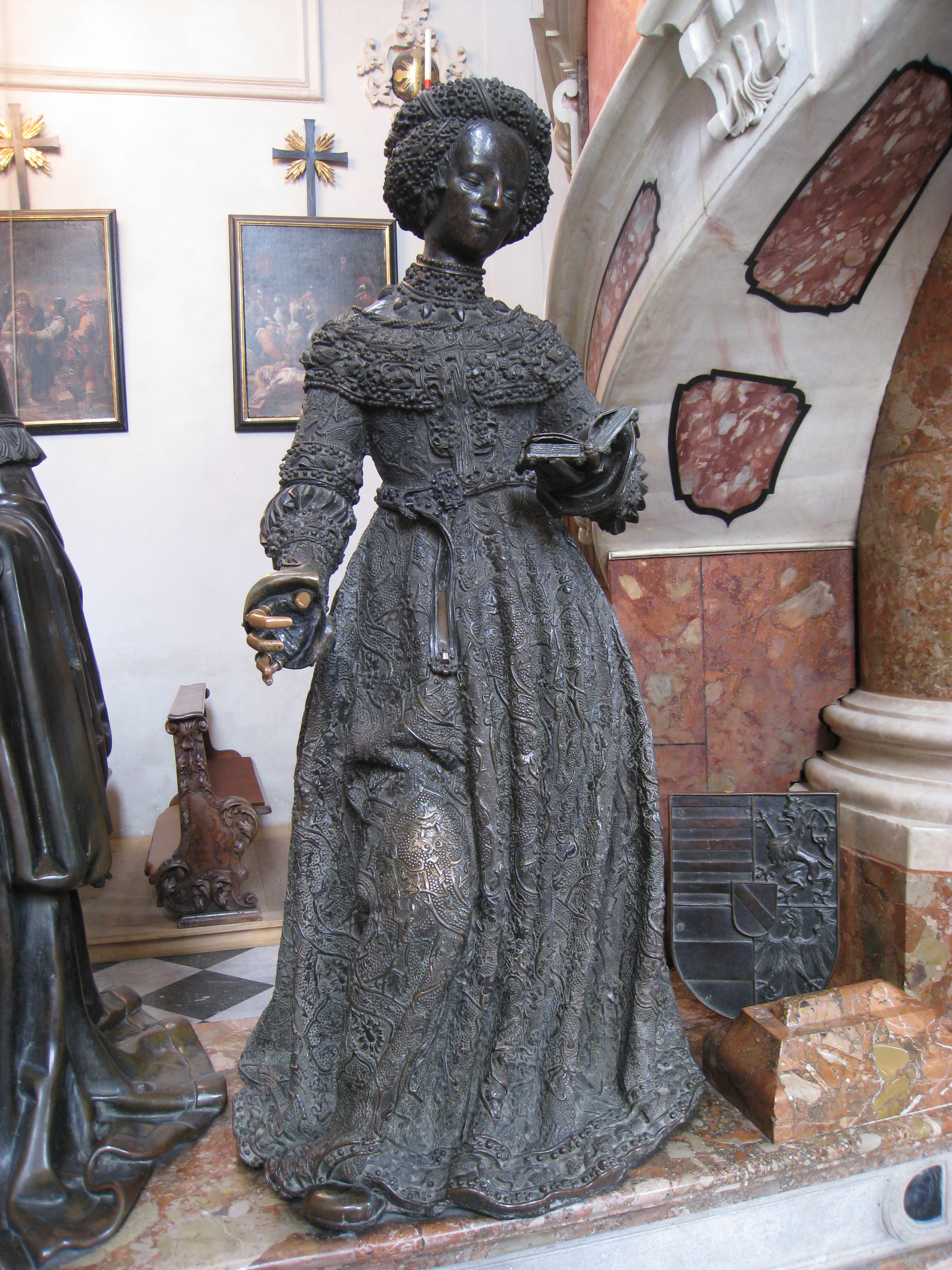
Cunegonda d'Asburgo